# Една прекрасна неделя
„Една прекрасна неделя“ срещан и като „Чудесна неделя“ (на японски: 素晴らしき日曜日, по Система на Хепбърн: Subarashiki Nichiyōbi) е японски пълнометражен игрален филм от 1947 г. на режисьора Акира Куросава, шести в неговата филмография. Сценарият е дело на Куросава и Кеиноске Уекуса. В лентата участват Исао Нумасаки и Чиеко Накакита.
Филмът представя романтична двойка от най-ниската прослойка на Токио, която с помощта на 35 йени прекарват една цяла неделя, преминавайки през разочарования, надежда и забавни ситуации.
Тази творба на Куросава е по-специална с това, че в една от крайните сцени сваля границата между зрителя и актьорите.

## Синопсис
Внимание:  Текстът по-долу разкрива сюжета на произведението (или части от него)!
Токио през 40-те, по време на окупацията. Младата бедна двойка Юздо и Масако се срещат в единствения свободен за тях ден. Те разполагат с общо 35 йени, с които да прекарат една прекрасна неделя заедно.
Младата двойка се отбива да разгледа постройка, обявена за продан на значително евтина цена. Масако мечтае за дом и как за вбъдеще ще отворят кафене, докато Юдзо е реалист. Войната е прекършила мечтите му и сега вижда единствено бедността около себе си.
Двамата отиват да огледат стая, давана под наем. Стаята предлага ужасни условия и въпреки ниската цена, Юдзо и Масако не могат да си я позволят и изпадат в отчаяние. Мъжът се опитва да разведри положението, като се включва в бейзболната игра на едни деца. Без да иска праща топката в квартален магазин. Плаща с 10 йени за щетите и взима храна от магазинера, която поделя с децата.
Юдзо отива в едно кабере, за да се срещне със собственика – стар негов приятел от армията. Портиерът го моли да изчака и отвеждат младия мъж зад съблекалните на помещението, където сервират останките от храната на бедните. След малко портиерът съобщава на Юдзо, че не може да се види със собственика. Младежът излиза навън, където го чака Масако, без да приеме парите, изпратени от заможния му приятел.
Масако и Юдзо обядват на гарата. Бедният мъж споделя, че иска да напусне работа и да се захване с нелегална дейност. Към тях се приближава момче, на което дават безплатно една оризова топка. Момчето е бездомен сирак, който изкарва прехраната си сам. Това обърква и натъжава Масако.
Двойката посещава зоогическата градина, за да разсее тъгата си. Юдзо намира във всяко животно прилика с хората. Разходката им е развалена от внезапен дъжд. Юдзо предлага да отидат у тях, Масако обаче се дърпа. В крайна сметка решават да посетят симфоничен концерт, в който се изпълнява Недовършената симфония на Шуберт.
Притичвайки, двамата успяват да стигнат до залата. Билетите за втора класа обаче свършват. Юдзо упорито се опитва да купи на по-ниска цена два от един черноборсаджия, с което си навлича побой от няколко типове. Пребитият мъж решава да се прибере у дома. Масоко го последва. Отчаяният младеж и се нахвърля върху жената в стаята си. Тя успява да го отблъсне и двойката се разделя.
Юдзо остава сам. Намира на пода чантата на Масако и разглежда предметите в нея. След малко девойката се връща. Почва да окопчава палтото си, но се свлича на земята, обляна в сълзи. Юдзо се опитва да я успокои. Дъждът спира и слънцето изгрява. Мъжът предлага отново да излязат навън.
Вечерта, двамата отсядат в едно кафене. Сметката обаче е непосилна за младите влюбени и Юдзо остава палтото си на собствениците.
Масако не вижда как ще продължат заедно. Юдзо и предлага да отворят кафене, конкуренция на онова, в което преди малко са били – почтено с достъпни цени. Двамата започват да мечтаят за бъдещата постройка. Забелязват, че хората ги гледат и си тръгва.
Младите влюбени се озовават в амфитеатъра – напълно пуст и утихнал. Юдзо казва, че щом може да си представят бъдещото кафене в мечтите са, значи могат да си представят и музиката. Той се качва на сцената и започва да ръкомаха като диригент. Чува се единствено силния вятър. Юдзо е обезкуражен. Масако се обръща към публиката в киносалона и ги моли да ръкопляскат.
В амфитеатъра зазвучава музика. Юдзо става и отново се захваща с ръкомахането. Недовършената симфония на Шуберт започва и мъжът, като истински диригент, направлява въображаемия оркестър. Масоко се затичва към сцената. Двамата се прегръщат и целуват.
През нощта на спирката Юдзо и Масако се разделят, доволни от деня. Преди това си обещават, че ще се видят следващата неделя.

## Актьорски състав
| Име на актьора  | Име на персонажа (бълг. ез.) | Оригинално име на персонажа | Описание                                               |
| --------------- | ---------------------------- | --------------------------- | ------------------------------------------------------ |
| Чиеко Накакита  | Масако                       | 昌子                        | Бедна фабрична работничка, годеница на Юдзо.           |
| Исао Нумасаки   | Юдзо                         | 雄造                        | Беден младеж, годеник на Масако. Бивш войник. Реалист. |
| Ичиро Сугаи     | Ямия                         | 闇屋                        | Черноборсаджия                                         |
| Мидори Арияма   | Саио                         | 差所                        | Любовница на Ямия.                                     |
| Масао Шимидзу   |                              | ダンスホールの支配人        | Собственик на бара.                                    |
| Кореко Накамура | Манджуя                      | 饅頭屋                      | Продавачка на рибена салата.                           |
| Масао Шимидзу   |                              | 与太者                      | Хулиган.                                               |

## Продукция

### Сценарий и снимки
След втората голяма стачка във „Тохо“, всички звезди на филмовата компания, начело с групата „Знамето на десетте“, отиват в „Шинтохо“. Компанията възприема различна система на работа, концентрирайки се върху режисьорския състав. За целта приемат амбициозна програма, в която Куросава е включен с три сценария: два за чужди филми и един за свой собствен проект – Една прекрасна неделя.
Най-напред японският режисьор обсъжда работата за самостоятелната си продукт с Кеиноске Уекуса – съсценарист на филма и добър приятел на автора още от детство. Куросава съветва свой колега да мисли над сценария.
За по-малко от месец японския режисьор свършва работата си по „Отвъд сребристите планини“ на Сенкичи Танигучи и по една от частите на „Разкази за любовта“. След тях сяда заедно с Уекуса, за да напишат сценария за Една прекрасна неделя. Куросава споделя, че писането е вървяло успешно и двамата са нямали почти никакви разногласия по текста. Противоречия има само за кулминационната, последна сцена, в която младите влюбени седят в празна концертна зала и си представят, че слушат Недовършената симфония на Шуберт. Масако, в противоречие с принципите на киното, се обръща към публиката и ги моли да ръкопляскат, за да чуят музиката. Уекуса предлага различен финал: първо да се покаже празната зала, а след думите на Масако да се чуят ръкопляскания. Персонажите ще забележат, че те идват от влюбени двойки, насядали по местата. Куросава се придържа към своя експериментаторки характер и първият вариант остава.
Режисьорът споделя и друг интересен случай около сцената. Актьорът Исао Нумасаки, който трябва да дирижира невидим оркестър, се оказва крайно немузикален. Музикалният оформител Тадаши Хаттори дори вдига ръце от него. С помощта на усилената работа на Куросава и Хаттори, Нумасаки овладява първите текстове на „Недовършената симфония“ на Шуберт.
Неизвестността на двамата главни актьори, както и обикновения характер на ролите им, позволява на режисьора да експериментира. Той скрива камерата и така прави свободно снимките в града. Това създава няколко проблеми в снимачния процес: операторите губят главните действащи лице или прехвърлят вниманието си на случаен минувач, който в повечето случаи пречи, отколкото да помага за снимките.

### Отзиви на публиката
Експериментът в последната сцена се проваля пред японската публика, която остава безучастна. В Париж обаче има успех. Френските зрители откликват на призива от екрана за ръкопляскане и създават настроението, което Куросава се е стремял да пресъздаде в киносалона.
Няколко дни след излизането на филма Куросава и Уекуса се срещат със своя стар учител, още от началното училище, Сейджи Тачикава. Учителят бил един от зрителите на Една прекрасна неделя и е видял имената на своите ученици в крайните надписи. Куросава и Уекуса не са виждали Тачикава от цели 25 години. Срещата и за тримата е много емоционална.